# Sara Martín
Pour les articles homonymes, voir Martin (nom de famille).
Ne doit pas être confondu avec Sara Martin ou Sara Martins.
Martín  Martín est un nom espagnol. Le premier nom de famille, en général paternel, est Martín ; le second, en général maternel, souvent omis, est Martín.
Sara Martín, née le 22 mars 1999 à Aranda de Duero, est une coureuse cycliste espagnole, membre de l'équipe Movistar.

## Biographie
Native de Aranda de Duero, Sara Martín pratique dans sa jeunesse l'athlétisme et le triathlon et s'oriente vers le cyclisme sous l'impulsion de son père. Elle participe en 2016 aux championnats d'Europe juniors sur route puis aux championnats du monde juniors sur route. Trezième du contre-la-montre aux championnats d'Europe, elle est ensuite vingtième sur cette discipline lors des Mondiaux.
Membre de l'équipe Sopela de 2018 à 2020, elle obtient en 2020 lors des championnats d'Espagne une deuxième place sur le contre-la-montre et une cinquième place sur la course en ligne, remportant les deux épreuves en catégorie espoirs,. Elle est sélectionnée pour les championnats du monde et termine 39e du contre-la-montre et 79e de la course en ligne. Elle intègre Movistar à partir de 2021 avec un contrat portant sur deux saisons, rejoignant ainsi une équipe WorldTeam et ayant Annemiek Van Vleuten comme cheffe de file. Lors de son recrutement, elle est considérée comme étant une coureuse complète avec comme point fort ses compétences de rouleuse. En parallèle de sa carrière, elle poursuit des études de chimie à l'université de Valladolid,.
En 2021, forte de ses résultats en juin lors des championnats d'Espagne où elle est deuxième du contre-la-montre et troisième de la course en ligne, deux épreuves remportées par Mavi García, Sara Martín est la cheffe de file de la sélection espagnole pour les championnats d'Europe espoirs sur route. Elle est 21e du contre-la-montre et abandonne sur la course en ligne.
En 2022, elle est notamment septième du Tour d'Andalousie. En juillet, Movistar annonce l'extension de son contrat jusqu'en fin d'année 2025.
Lors du Tour d'Andalousie 2023, elle remporte la première victoire de sa carrière dans une course internationale lors de la quatrième étape.

## Palmarès
- 2017
  -  Championne d'Espagne sur route juniors
  -  Championne d'Espagne du contre-la-montre juniors
- 2019
  - 2e du championnat d'Espagne du contre-la-montre espoirs
- 2020
  -  Championne d'Espagne sur route espoirs
  -  Championne d'Espagne du contre-la-montre espoirs
  - 2e du championnat d'Espagne du contre-la-montre
- 2021
  - 2e du championnat d'Espagne du contre-la-montre
  - 3e du championnat d'Espagne sur route
- 2023
  - 4e étape du Tour d'Andalousie
  - 2e du championnat d'Espagne sur route
- 2025
  -  Championne d'Espagne sur route

## Classements mondiaux
| Année                                 | 2018 | 2019 | 2020 | 2021 | 2022 | 2023 | 2024 |
| ------------------------------------- | ---- | ---- | ---- | ---- | ---- | ---- | ---- |
| Classement UCI                        | 845e | 734e | 194e | 117e | 187e | 220e | 430e |
| UCI World Tour                        | nc   | nc   | nc   | 128e | 144e | 304e | 320e |
|                                       |      |      |      |      |      |      |      |
| Légende : nc = non classéSource : UCI |      |      |      |      |      |      |      |

## Résultats sur les grands tours

### Tour d'Italie
4 participations
- 2021 : 71e
- 2023 : 83e
- 2024 : 54e
- 2025 : 65e

### Tour de France
2 participations
- 2024 : 46e
- 2025 : 120e

### Tour d'Espagne
2 participations
- 2024 : non-partante (8e étape)
- 2025 : 77e